# سیارک ۲۲۹۱۳
سیارک ۲۲۹۱۳ (به انگلیسی: 22913 Brockman، نامگذاری:1999TO32) بیست و دو هزار و نهصد و سیزدهمین سیارک کشف شده‌است که در ۴ اکتبر ۱۹۹۹ کشف شد.
قدر مطلق سیارک برابر ۱۶.۲ است.